# I Čong-su
I Čong-su (korejsky 이정수, v anglickém přepisem Lee Jung-soo; * 8. ledna 1980 Kimhe) je bývalý jihokorejský fotbalista, který hrál na pozici střední obránce. Od roku 2008 až do roku 2013 byl členem jihokorejské fotbalové reprezentace.
Svou kariéru zahájil v klubu FC Seoul, později hrál za kluby Suwon Samsung Bluewings, Kjóto Sanga FC, Kašima Antlers, Al-Sadd SC či Charlotte Independence. S jihokorejskou fotbalovou reprezentací se účastnil Mistrovství světa ve fotbale 2010, kde v útoku jihokorejského týmu velkou měrou pomohl vstřelením dvou gólů.